# Платинабериллий
Платинабериллий — бинарное неорганическое соединение
платины и бериллия
с формулой BePt,
кристаллы.

## Получение
- Сплавление стехиометрических количеств чистых веществ:

{\displaystyle {\mathsf {Pt+Be\ {\xrightarrow {T}}\ BePt}}}

## Физические свойства
Платинабериллий образует кристаллы
кубической сингонии,
пространственная группа P m3m,
параметры ячейки a = 0,280 нм, Z = 1,
структура типа хлорида цезия CsCl
.
Соединение конгруэнтно плавится при температуре >1400°С.

## Применение
- Компонент термопар [5].